# Horace Tapscott
Horace Elva Tapscott (Houston, 6 april 1934 - Los Angeles, 27 februari 1999) was een Amerikaanse jazzmuzikant (piano, trombone, saxofoon) en componist.

## Biografie
Horace Tapscott was de zoon van de jazzpianiste Mary Lou Malone en leerde op 6-jarige leeftijd bij zijn moeder piano spelen. Twee jaar later kwam de trombone erbij. Met zijn familie verhuisde hij in 1943 naar Fresno en uiteindelijk naar Los Angeles, waar hij vervolgens trombone studeerde op de middelbare school. Daar speelde hij daarna, samen met Eric Dolphy en Frank Morgan, in de bands van Dexter Gordon, Wardell Gray en Gerald Wilson. Tijdens zijn militaire diensttijd van 1953 tot 1957 speelde hij in een legerband in Wyoming trombone en baritonsaxofoon. Van 1959 tot 1961 was hij werkzaam als trombonist bij Lionel Hampton en concentreerde hij zich naar aanleiding van een zwaar auto-ongeluk uiteindelijk op de piano. Eind 1961 formeerde hij in Los Angeles het Pan-African Peoples Arkestra, een ensemble met tot 35 muzikanten, met wie hij avant-gardejazz speelde en waartoe nu en dan ook Red Callender behoorde. Het orkest bestond onder een gewijzigde naam tot in de jaren 1990. In 1963 nam hij op met Lou Blackburn. Hij arrangeerde ook twee albums voor de toenmalige zangeres (en latere Black Panther-activiste Elaine Brown en leidde hij de opnamen.
De saxofonist Sonny Criss nam zijn composities op op de plaat Sonny's Dream (1968). In 1969 nam Tapscott een kwintet op met Arthur Blythe, vanaf 1977 speelde hij voor Nimbus platen in, in 1979 had hij een trio met Roy Haynes en Art Davis, later ook een kwartet met John Carter, Cecil McBee en Andrew Cyrille. Tapscotts eigenwillige muziek kreeg pas sinds de jaren 1990 een landelijke erkenning, die zich ook tijdens tournees door de Verenigde Staten en Europa toont met Europese muzikanten als Nelly Pouget en Michel Godard.